# Psychotria tutcheri
Psychotria tutcheri är en måreväxtart som beskrevs av Stephen Troyte Dunn. Psychotria tutcheri ingår i släktet Psychotria och familjen måreväxter. Inga underarter finns listade i Catalogue of Life.